# St. Annen und Brigitten (Stralsund)

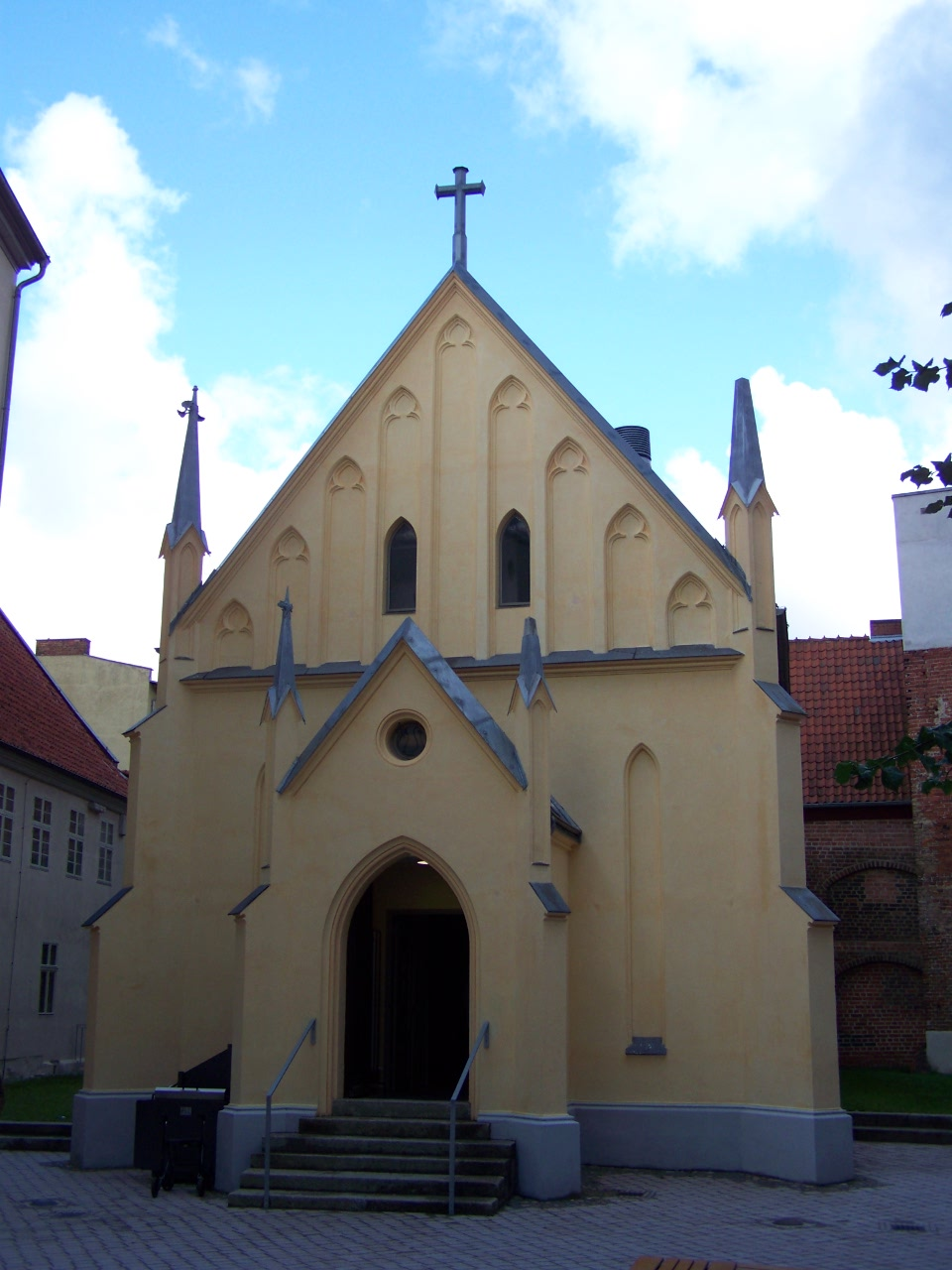
Kapelle St. Annen und Brigitten

Die Kapelle St. Annen und Brigitten ist ein profaniertes Kirchengebäude in der  Hansestadt Stralsund. Sie wurde Anfang des 16. Jahrhunderts gebaut und wird heute für Veranstaltungen und Trauungen genutzt. Die Kapelle befindet sich auf einem Innenhof in der Schillstraße 5–7.

## Geschichte
Um 1469/70 stiftete der Stralsunder  Bürgermeister Otto Voge ein Haus für Schwestern. Eine erste Kapelle wurde am 13. Mai 1470 durch den Schweriner Bischof Werner geweiht. 1475 wurde der Stifter dort bestattet. In der folgenden Zeit erhielt das Stift weitere Grundstücke und Schenkungen von Stralsunder Bürgern. Anfang des 16. Jahrhunderts wurde eine neue Kapelle gebaut, die bis heute erhalten ist.
1560 erhielt das Stift größere Ländereien vom aufgelösten Brigittenkloster und wurde in St. Annen und Brigitten umbenannt. In dieser Zeit lebten dort mittellose Witwen und unverheiratete Frauen. 1840/42 fanden Ausbesserungsarbeiten in der maroden Kapelle statt. 1842 wurde eine Orgel von Carl August Buchholz eingeweiht.
Von 1948 bis 1988 wurde die Kapelle von der Neuapostolischen Gemeinde Stralsunds genutzt.
In den Jahren 2003 bis 2004 und 2005 bis 2008 wurde der Gebäudekomplex in mehreren Abschnitten umfassend saniert. Die ehemaligen Stiftsgebäude beherbergen seitdem einen Teil der Stadtverwaltung. Die Kapelle wird als Veranstaltungsraum und für Hochzeiten genutzt und kann besichtigt werden.